# Ostseestadion
 (avril 2025).
Le Ostseestadion est un stade allemand de football situé à Rostock.
Son nom historique est Ostseestadion soit en français « Stade de la Mer Baltique », il a changé de nom le 2 juillet 2007 à la suite d'un accord entre son club résident, le FC Hansa Rostock et un sponsor.
Le stade a une capacité maximale de 29 000 places entièrement couvertes avec 20 000 places assises, 1 000 places dans les loges et 9 000 places debout pouvant être converties en 5 000 places assises lors de rencontres internationales.

## Histoire
À partir de février 2000, le stade fut construit sur l'emplacement de l'ancien stade, en 16 mois de temps émergea un stade réservé au football. Le premier match se joue le 4 août 2001 devant 25 100 spectateurs contre le Bayer Leverkusen (0-3).
En juillet 2007, la banque DKB achète les droits de renommage du stade, ce qui déplaît aux supporters du Hansa Rostock, en 2015 soit deux ans avant la fin du contrat, la DKB se conforme aux souhaits du club et redonne les droits au Hansa Rostock. Depuis le 15 mai 2015 le stade s'appelle de nouveau Ostseestadion.

## Aménagements
En décembre 2010 le toit du stade est recouvert de panneaux solaires qui produit annuellement 600.000 kWh d'électricité.
En 2014, un portail de l'ancien stade est intégré dans la cloture derrière la tribune ouest.
En 2017, des panneaux LED sur une longueur de 240 mètres remplacent les anciens panneaux publicitaires.

## Concerts
Le stade sert également pour les concerts, comme celui de Tina Turner en 1996 ou du groupe Modern Talking en 2003.